# Challenge Henry Groutards 1964
La temporada de 1964 de la Challenge Henry Groutards, anomenada també Màster Internacional de trial, fou la 1a edició d'aquest campionat, organitzat per la FIM. El calendari oficial constava de 3 proves puntuables, celebrades entre el 12 de febrer i el 22 de març. El nom del torneig era un homenatge al belga Henry Groutards, exvicepresident de la FIM mort el 1959, qui fou un gran afeccionat al trial i va treballar per l'expansió internacional d'aquest esport.
Don Smith va guanyar, amb la Greeves, la primera de les dues Challenges que va guanyar al llarg de la seva carrera. Smith era pràcticament l'únic anglès a participar en aquesta competició, en què la majoria dels seus rivals eren alemanys, belgues i francesos. El 1969, a més, Smith va guanyar el Campionat d'Europa, successor del torneig, amb la primera Montesa Cota 247, un model que havia ajudat a desenvolupar l'any anterior.
Entre els nombrosos participants del continent, destaca la presència dels belgues Jacky Ickx,  vuitè classificat final, i Roger De Coster, novè, que obtingué el segon lloc a Bèlgica per darrere de Gustav Franke. L'únic català a puntuar en aquesta primera edició va ser Oriol Puig Bultó, que aconseguí un punt en quedar vintè a la segona prova de la temporada, a França. Puig Bultó hi participà encara amb un prototip primerenc desenvolupat a partir de la Bultaco Tralla 101. Poc després, cap a l'estiu, el seu oncle Paco Bultó contractà Sammy Miller, el millor pilot de l'època, i ambdós endegaren el desenvolupament de la futura Sherpa T.

## Antecedents
Cal dir que abans d'aquesta primera edició ja se n'havia celebrat una de prèvia el 1963, reservada a equips nacionals, en què resultà guanyadora la selecció belga, formada pels pilots Claude Vanstenagen, Jean-Luc Colson i René Lageot, tots tres amb Greeves.

## Sistema de puntuació
La Challenge Henry Groutards feia servir un sistema de puntuació en què obtenien punts els 20 primers classificats de cada prova, repartits d'acord amb el següent barem:
| Posició | 1  | 2  | 3  | 4  | 5  | 6  | 7  | 8  | 9  | 10 | 11 | 12 | 13 | 14 | 15 | 16 | 17 | 18 | 19 | 20 |
| Punts   | 25 | 22 | 20 | 18 | 16 | 15 | 14 | 13 | 12 | 11 | 10 | 9  | 8  | 7  | 6  | 5  | 4  | 3  | 2  | 1  |

## Calendari
| Ronda | Data         | Prova    | Lloc             | Guanyador     |
| ----- | ------------ | -------- | ---------------- | ------------- |
| 1     | 12 de febrer | Bèlgica  | Marche-les-Dames | Gustav Franke |
| 2     | 1 de març    | França   | Clamart          | Don Smith     |
| 3     | 22 de març   | Alemanya | Bielefeld        | Don Smith     |

## Classificació final
| Posició | Pilot              | Motocicleta | Punts |
| ------- | ------------------ | ----------- | ----- |
| 1       | Don Smith          | Greeves     | 70    |
| 2       | Gustav Franke      | Zündapp     | 61    |
| 3       | Andreas Brandl     | Zündapp     | 58    |
| 4       | Claude Vanstenagen | Greeves     | 50    |
| 5       | Alfred Lehner      | Zündapp     | 45    |
| 6       | Lorenz Specht      | Zündapp     | 37    |
| 7       | Roger Vanderbecken | Triumph     | 32    |
| 8       | Jacky Ickx         | Zündapp     | 28    |
| 9       | Roger De Coster    | Moto Morini | 22    |
| 10      | Jean Bohec         | Triumph     | 22    |
|         |                    |             |       |
| 44      | Oriol Puig Bultó   | Bultaco     | 1     |